# Jacek Chlebny
Jacek Chlebny (ur. 2 maja 1959 w Krośnie) – polski prawnik i nauczyciel akademicki, profesor nauk społecznych w dyscyplinie nauki prawne, profesor na Wydziale Prawa i Administracji Uniwersytetu Łódzkiego. Prezes Wojewódzkich Sądów Administracyjnych w Łodzi i Warszawie, w latach 2015-2022 prezes Izby Ogólnoadministracyjnej i wiceprezes Naczelnego Sądu Administracyjnego, od 2022 prezes Naczelnego Sądu Administracyjnego.

## Życiorys
Syn Wacława i Marii. W 1982 ukończył studia prawnicze na Uniwersytecie Łódzkim. Na tej samej uczelni w czerwcu 1994 obronił doktorat z nauk prawnych, a w 2013 uzyskał stopień doktora habilitowanego nauk prawnych na podstawie pracy pt. Postępowanie w sprawie o nadanie statusu uchodźcy. Został profesorem uczelni oraz nauczycielem akademickim w Katedrze Polskiego Postępowania Administracyjnego WPiA UŁ, podjął także działalność w Instytucie Nauk Prawnych Polskiej Akademii Nauk. W 2024 prezydent RP nadał mu tytuł naukowy profesora nauk społecznych w dyscyplinie nauki prawne. Objął stanowisko profesora na Uniwersytecie Łódzkim. W pracy naukowej zajął się tematyką prawa administracyjnego, postępowania administracyjnego i sądowoadministracyjnego oraz prawa migracyjnego. Autor publikacji naukowych, m.in. komentarza do ustawy o cudzoziemcach. Zasiadł w zarządzie Stowarzyszenia Rad Stanu i Najwyższych Sądów Administracyjnych Unii Europejskiej, został także członkiem założycielem Międzynarodowego Stowarzyszenia Sędziów Orzekających w Sprawach Uchodźców (International Association of Refugee Law Judges).
Po ukończeniu studiów odbył aplikację sądową, następnie w 1986 rozpoczął orzekanie w Sądzie Rejonowym w Łodzi. Był w nim przewodniczącym II Wydziału Cywilnego, a od 1990 wiceprezesem. W 1991 awansował na sędziego Sądu Wojewódzkiego w Łodzi. W 1994 został sędzią Naczelnego Sądu Administracyjnego. W kolejnym roku objął stanowisko prezesa łódzkiego ośrodka zamiejscowego NSA, przekształconego później w Wojewódzki Sąd Administracyjny w Łodzi. Następnie w latach 2006–2015 pełnił funkcję prezesa WSA w Warszawie. 10 kwietnia 2015 powołany na stanowisko prezesa Izby Ogólnoadministracyjnej i wiceprezesa Naczelnego Sądu Administracyjnego. 10 lutego 2022 powołany na stanowisko prezesa NSA (z kadencją od 18 lutego).